# Hystricella bicarinata
Hystricella bicarinata» es una especie de molusco gasterópodo de la familia Hygromiidae en el orden Stylommatophora.

## Distribución geográfica
Es endémica de Madeira.  